# Mémoires pour servir à l'histoire du jacobinisme
Les Mémoires pour servir à l’histoire du jacobinisme sont un essai politique contre-révolutionnaire et anti-Lumières, en cinq tomes, de l'abbé jésuite Augustin Barruel. Rédigé à Londres et publié en Allemagne de 1797 à 1799, il constitue la principale des nombreuses théories du complot maçonnique dans la Révolution française, théorisée comme l’aboutissement d’une longue histoire de subversion.

## Historique
L’hostilité de l’abbé Barruel envers les philosophes ne date pas des évènements de 1789. Des décennies avant la Révolution, il a eu l’occasion d’en faire montre dans les colonnes de la revue littéraire populaire anti-philosophie l'Année littéraire d’Élie Fréron. Il rédige les Mémoires alors qu’il se trouve en exil à Londres de 1792 à 1798. Ils seront édités en cinq volumes, de 1797 à 1799 par la société d’édition française au 128 Wardour Street, Oxford Street, Londres , et seront réédités en 1803.
À l’issue d’un historique de la franc-maçonnerie, Barruel affirme que les mystères supérieurs de cette société ont toujours été athées et républicains. Pour lui, la Révolution française est le fruit d’un complot « philosophiste », terme inventé par les anti-philosophes catholiques et qu’il a popularisé, ourdi par les francs-maçons, les Philosophes et les Illuminati, le jacobinisme étant le résultat de leur alliance.
Rapidement devenus populaires immédiatement après leur publication, ces Mémoires ont été lus et commentés par la plupart des journaux littéraires et politiques importants de l’époque et ont rapidement compté au nombre des documents fondateurs de l’interprétation de droite de la Révolution française.
Le succès de cet ouvrage emblématique de la critique des Lumières, qui s’est propagée dans toute l’Europe pendant et au lendemain de la période révolutionnaire, a laissé en héritage une construction intellectuelle qui a exercé une influence sur les interprétations ultérieures.

## Contenu

### Tome I
Barruel reproche à Frédéric II de Prusse d’avoir entretenu la subversion des philosophes français Voltaire, d’Alembert et Diderot, qui ont orchestré le déroulement des événements ayant conduit à la Révolution française, en attaquant l’Église pour détruire le christianisme. Les philosophes ont façonné le cadre intellectuel qui a impulsé la conspiration et contrôlé l’idéologie des sociétés secrètes en sensibilisant la population aux idéaux « philosophistes », puis révolutionnaires.

### Tome 2
Rousseau et Montesquieu auraient cherché, sous couvert d’indépendance et de liberté, à détruire la monarchie où tout roi est despote et tout sujet est esclave. L’influence durable des écrits  « philosophistes » aurait promu les sentiments anti-monarchiques au sein des révolutionnaires et des jacobins, qui ont abattu les autels et les trônes au nom de la liberté et de l’égalité. La seule alternative à la monarchie, serait l’anarchie. 

### Tome 3
Les philosophes et leurs attaques contre l’Église et le trône ont ouvert la voie à la conspiration antisociale des francs-maçons et des Illuminati, dont la devise secrète était « Liberté, Égalité et Fraternité », et l’objectif secret était de renverser la monarchie française et d’établir la république. Selon Barruel, la procédure légale intentée à Adam Weishaupt n’a pas réussi à éradiquer l’influence universelle des Illuminati, qui ont réussi à poursuivre leurs activités secrètes et radicalisé le mouvement contre le trône et l’autel en incitant toujours plus, de personnes à souscrire à leurs principes cachés, grâce à la structure secrète dont ils avaient hérité des francs-maçons.

### Tome 4
En vingt ans, les Illuminati seraient devenus les Jacobins.

### Tome 5
Les Illuminati auraient essayé de faire croire aux franc-maçons que toutes leurs loges étaient secrètement dirigées par les jésuites.

## Analyse
D’après différents contemporains de Barruel, les Mémoires étaient un texte de propagande commandité par les contre-révolutionnaires. Dans son acception radicale, sa thèse n’a été retenue par aucun historien à l’exception, peut-être, de Louis Blanc.

## Éditions
- Tomes 1 à 5 sur Gallica.
- Édition de 1803 en cours de correction sur Wikisource